# Lahti
Lahti (szw. Lahtis) – miasto w południowej Finlandii, nad jeziorem Vesijärvi, na skraju Pojezierza Fińskiego. Jedno z większych w kraju. Słowo lahti znaczy po fińsku zatoka.

## Sport

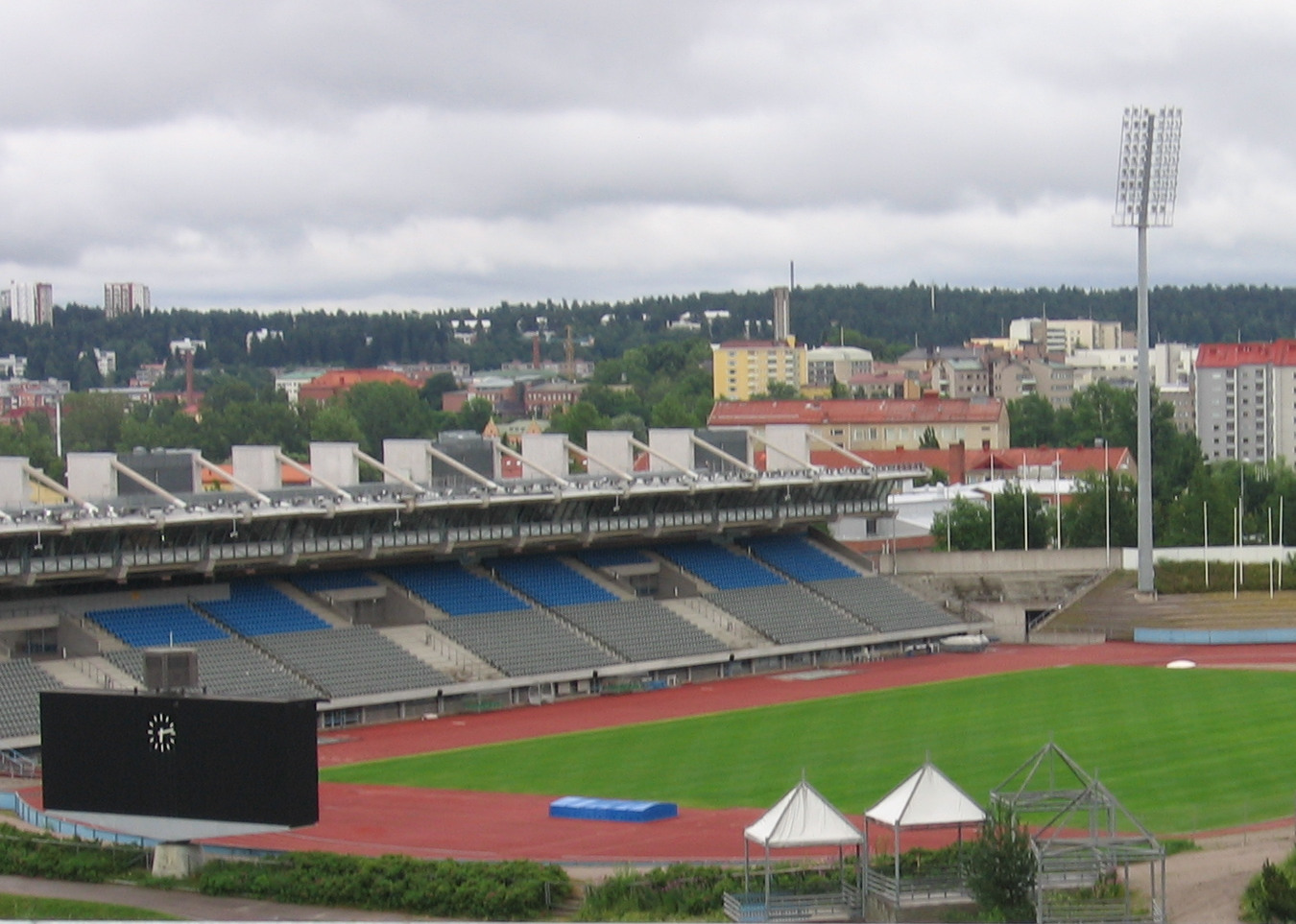
Stadion w Lahti

Lahti jest znanym ośrodkiem narciarstwa. Rokrocznie odbywają się tutaj zawody Pucharu Świata w biegach narciarskich, skokach narciarskich, kombinacji norweskiej oraz biathlonie. Miasto posiada kompleks trzech skoczni o nazwie Salpausselkä; zachowały się również starsze skocznie drewniane - na jednej z nich Stanisław Marusarz zdobył w 1938 roku wicemistrzostwo świata.
W mieście tym aż siedmiokrotnie odbyły się Mistrzostwa świata w narciarstwie klasycznym: w latach 1926, 1938, 1958, 1978, 1989, 2001 i 2017. W 2019 roku odbyły się tu Mistrzostwa świata juniorów w narciarstwie klasycznym. W 2021 roku odbyły się tu Mistrzostwa świata juniorów w kombinacji norweskiej i skokach narciarskich.
Z miasta pochodzi sławny fiński skoczek Janne Ahonen. W Lahti wraz z żoną mieszka również inny słynny Fin, trener skoków narciarskich Hannu Lepistö - szkoleniowiec m.in. Adama Małysza. 
Lahti jest siedzibą klubu narciarskiego Lahden Hiihtoseura, klubu hokejowego Pelicans Lahti (na co dzień występuje on w rozgrywkach SM-liiga), a także klubu piłkarskiego FC Lahti.

## Kultura
Z Lahti pochodzi grupa muzyczna Korpiklaani.

## Komunikacja
W mieście znajduje się stacja kolejowa Lahti.

## Miasta partnerskie
- Akureyri, Islandia
- Pecz, Węgry
- Västerås, Szwecja
- Ålesund, Norwegia
- Zaporoże, Ukraina
- Randers, Dania
- Garmisch-Partenkirchen, Niemcy
- Suhl, Niemcy
- Kaługa, Rosja
- Narwa, Estonia
- Deyang, Chińska Republika Ludowa
- Most, Czechy